# Bezirk Nadwórna
Bezirk Nadwórna – dawny powiat (Bezirk) kraju koronnego Królestwo Galicji i Lodomerii, funkcjonujący w latach 1854–1867. Siedzibą starostwa było miasteczko Nadwórna.

## Historia
Bezirk Nadwórna utworzono w ramach reformy uwłaszczeniowej z okresu Wiosny Ludów (1848–1849), która likwidowała jurysdykcję właściciela ziemskiego nad poddanymi. W Galicji, dominium – jako podstawowa jednostka administracyjna i filar systemu feudalnego straciło rację bytu. Konieczne stało się zatem wprowadzenie nowego systemu administracyjnego, którego zręby powstały w latach 1851–1855. Nowy trójstopniowy podział administracyjny objął 21 cyrkułów (niem. Kreise), 179 małych powiatów (niem. Bezirke) i ponad 6000 gmin (niem. Gemeinde).
Bezirk Nadwórna objął obszar o wielkości 14,9 mil², zamieszkany przez 21.976 ludzi i podzielony na 18 gmin katastralnych, w tym jedno miasteczko (Nadwórna). Wszedł w skład cyrkułu stanisławowskiego, jako jeden z jego dziesięciu powiatów. Był to region górski, graniczący na  południu z Zalitawią.
Po nadaniu Galicji autonomii oraz powołaniu samorządu gminnego i powiatowego w 1865 zlikwidowano cyrkuły (Kreise). Dotychczasowe małe powiaty (Bezirke) w liczbie 179, utrzymały się do 1867 roku, kiedy to w następstwie kolejnej reformy administracyjnej (23 stycznia 1867) zostały zastąpione przez 74 większych powiatów. Obszar zniesionego Bezirk Nadwórna wszedł wtedy w skład nowych powiatów nadwórniańskiego i stanisławowskiego (vide podział w tabeli poniżej).

## Podział administracyjny (1854)
| Lp. | Gmina jednostkowa       | Powierzchnia | Ludność | Powiat w 1867 po zniesieniu |
| --- | ----------------------- | ------------ | ------- | --------------------------- |
| 1   | Cucyłów                 | 2215         | 681     | nadwórniański               |
| 2   | Fitków                  | 2460         | 548     | nadwórniański               |
| 3   | Hawryłówka              | 5450         | 1590    | nadwórniański               |
| 4   | Kamienna                | 2705         | 714     | nadwórniański               |
| 5   | Majdan Górny            | 6000         | 656     | nadwórniański               |
| 6   | Nadwórna (m)            | 4440         | 5570    | nadwórniański               |
| 7   | Nazawizów               | 2735         | 744     | nadwórniański               |
| 8   | Paryszcze               | 3625         | 1077    | nadwórniański               |
| 9   | Pasieczna               | 15200        | 601     | nadwórniański               |
| 10  | Pniów                   | 11040        | 3239    | nadwórniański               |
| 11  | Przerośl                | 2975         | 859     | nadwórniański               |
| 12  | Strymba                 | 2025         | 487     | nadwórniański               |
| 13  | Tarnowica Leśna         | 2210         | 826     | nadwórniański               |
| 14  | Tyśmieniczany           | 4300         | 1321    | stanisławowski              |
| 15  | Weleśnica Dolna i Górna | 1175         | 322     | nadwórniański               |
| 16  | Wołosów                 | 3400         | 654     | nadwórniański               |
| 17  | Zabereże                | 1900         | 288     | stanisławowski              |
| 18  | Zielona                 | 74700        | 1799    | nadwórniański               |

Objaśnienie:
(M) = miasto; (m) = miasteczko